# Gert Bettens
Gert Bettens (Merksem, 19 maart 1970) is een Belgisch zanger, vooral bekend van de bands K's Choice en Woodface.

## Biografie
Eind tachtiger jaren begonnen Bettens en zijn broer vanuit hun beider hobby de coverband "The Basement Plugs". Ze werden ontdekt en begonnen de band "The Choice", het latere "K's Choice".
Bettens speelde binnen de band gitaar, keyboard en zong samen met zijn broer Sam, maar Sam nam de zang meestal voor zijn rekening. Ook het schrijven van de nummers deden ze samen. Het nummer Shadowman op hun vierde cd Almost Happy, is het eerste nummer dat Bettens binnen K's Choice volledig voor zijn rekening neemt. Hun meest succesvolle nummer was ongetwijfeld Not an Addict van het album Paradise in Me ('95).
Na meer dan tien jaar samen, besluiten zij beiden een solocarrière te gaan volgen en daarmee uit elkaar te gaan als band. Bettens besteedt zijn tijd aan het schrijven van nummers (zoals Bigger Side of Me van Anouk) en zingt mee als gast op cd's van enkele andere artiesten, zoals Camden en Admiral Freebee. Ook helpt hij mee in de productie van het album Notes of Tenderness van Venus In Flames.
In 2005 komt Bettens met Woodface zelf weer met een nieuw album. Ook binnen deze band neemt Bettens het schrijven van de nummers voor zijn rekening, maar hiernaast zingt hij ditmaal zelf ook alle nummers in.
In 2009 vond K's Choice het tijd om terug een plaat uit te brengen. Echo Mountain is hiervan het resultaat. Alle nummers op deze plaat zijn geschreven door Sam en Gert zelf. Deze plaat werd een groot succes in België en andere Europese landen.